# Кубок Англії з футболу 1899—1900
Кубок Англії з футболу 1899—1900 — 29-й розіграш найстарішого футбольного турніру у світі, Кубка виклику Футбольної Асоціації, також відомого як Кубок Англії. Вперше титул здобув Бері.

## Перший раунд
| Дата                  | Господарі               | Рахунок | Гості                   |
| --------------------- | ----------------------- | ------- | ----------------------- |
| 27 січня              | Джарроу                 | 0:2     | Міллволл Атлетік        |
| 27 січня              | Бристоль Сіті           | 2:1     | Стейлібрідж Роверз      |
| 27 січня              | Бернлі                  | 0:1     | Бері                    |
| 27 січня              | Престон Норт-Енд        | 1:0     | Тоттенгем Готспур       |
| 27 січня              | Саутгемптон             | 3:0     | Евертон                 |
| 27 січня              | Сток                    | 0:0     | Ліверпуль               |
| 1 лютого Перегравання | Ліверпуль               | 1:0     | Сток                    |
| 27 січня              | Волсолл                 | 1:1     | Вест-Бромвіч Альбіон    |
| 1 лютого Перегравання | Вест-Бромвіч Альбіон    | 6:1     | Волсолл                 |
| 27 січня              | Ноттс Каунті            | 6:0     | Чорлі                   |
| 27 січня              | Ноттінгем Форест        | 3:0     | Грімсбі Таун            |
| 27 січня              | Венсдей                 | 1:0     | Болтон Вондерерз        |
| 27 січня              | Дербі Каунті            | 2:2     | Сандерленд              |
| 31 січня Перегравання | Сандерленд              | 3:0     | Дербі Каунті            |
| 27 січня              | Шеффілд Юнайтед         | 1:0     | Лестер Фосс             |
| 27 січня              | Ньюкасл Юнайтед         | 2:1     | Редінг                  |
| 27 січня              | Манчестер Сіті          | 1:1     | Астон Вілла             |
| 31 січня Перегравання | Астон Вілла             | 3:0     | Манчестер Сіті          |
| 27 січня              | Квінз Парк Рейнджерс    | 1:1     | Вулвергемптон Вондерерз |
| 31 січня Перегравання | Вулвергемптон Вондерерз | 0:1     | Квінз Парк Рейнджерс    |
| 27 січня              | Портсмут                | 0:0     | Блекберн Роверз         |
| 1 лютого Перегравання | Блекберн Роверз         | 1:1     | Портсмут                |
| 5 лютого Перегравання | Блекберн Роверз         | 5:0     | Портсмут                |

## Другий раунд
До другого раунду увійшли переможці першого раунду.
| Дата                   | Господарі            | Рахунок | Гості                |
| ---------------------- | -------------------- | ------- | -------------------- |
| 10 лютого              | Ноттінгем Форест     | 3:0     | Сандерленд           |
| 10 лютого              | Астон Вілла          | 5:1     | Бристоль Сіті        |
| 10 лютого              | Ноттс Каунті         | 0:0     | Бері                 |
| 14 лютого Перегравання | Бері                 | 2:0     | Ноттс Каунті         |
| 17 лютого              | Ліверпуль            | 1:1     | Вест-Бромвіч Альбіон |
| 21 лютого Перегравання | Вест-Бромвіч Альбіон | 2:1     | Ліверпуль            |
| 17 лютого              | Престон Норт-Енд     | 1:0     | Блекберн Роверз      |
| 17 лютого              | Шеффілд Юнайтед      | 1:1     | Венсдей              |
| 19 лютого Перегравання | Венсдей              | 0:2     | Шеффілд Юнайтед      |
| 17 лютого              | Квінз Парк Рейнджерс | 0:2     | Міллволл Атлетік     |
| 17 лютого              | Саутгемптон          | 4:1     | Ньюкасл Юнайтед      |

## Третій раунд
До третього раунду увійшли переможці другого раунду. 
| Дата                   | Господарі        | Рахунок | Гості                |
| ---------------------- | ---------------- | ------- | -------------------- |
| 24 лютого              | Престон Норт-Енд | 0:0     | Ноттінгем Форест     |
| 28 лютого Перегравання | Ноттінгем Форест | 1:0     | Престон Норт-Енд     |
| 24 лютого              | Саутгемптон      | 2:1     | Вест-Бромвіч Альбіон |
| 24 лютого              | Шеффілд Юнайтед  | 2:2     | Бері                 |
| 1 березня Перегравання | Бері             | 2:0     | Шеффілд Юнайтед      |
| 24 лютого              | Міллволл Атлетік | 1:1     | Астон Вілла          |
| 28 лютого Перегравання | Астон Вілла      | 0:0     | Міллволл Атлетік     |
| 5 березня Перегравання | Міллволл Атлетік | 2:1     | Астон Вілла          |

## Півфінали
У півфіналах зіграли команди, що перемогли на попередньому етапі.
| Дата                    | Господарі   | Рахунок | Гості            |
| ----------------------- | ----------- | ------- | ---------------- |
| 24 березня              | Бері        | 1:1     | Ноттінгем Форест |
| 29 березня Перегравання | Бері        | 3:2     | Ноттінгем Форест |
| 24 березня              | Саутгемптон | 0:0     | Міллволл Атлетік |
| 28 березня Перегравання | Саутгемптон | 3:0     | Міллволл Атлетік |

## Фінал
| 21 квітня 1900 |

| Бері                              | 4:0      | Саутгемптон |
| --------------------------------- | -------- | ----------- |
| Маклакі 9', 23' Вуд 16' Плант 80' | Протокол |             |

| Крістал Пелес, Лондон Глядачів: 68 985 Арбітр: Артур Кінгскотт |